# Samarra alentejana
A samarra alentejana é uma peça de vestuário típico do Alentejo e Ribatejo. Inicialmente seria um agasalho de lã de fio grosso usado por pastores mas com o tempo sofreu alterações e tornou-se um símbolo de estatuto entre as classes mais abastadas.
Tradicionalmente é feito em burel e sorrebeco assim como pode ter a gola em pele de raposa ou pele de borrego. O forro costuma ser revestido a pele de borrego. 
Nos últimos anos tem surgido algumas marcas que criam e reinterpretam agasalhos em burel tipicamente portugueses.

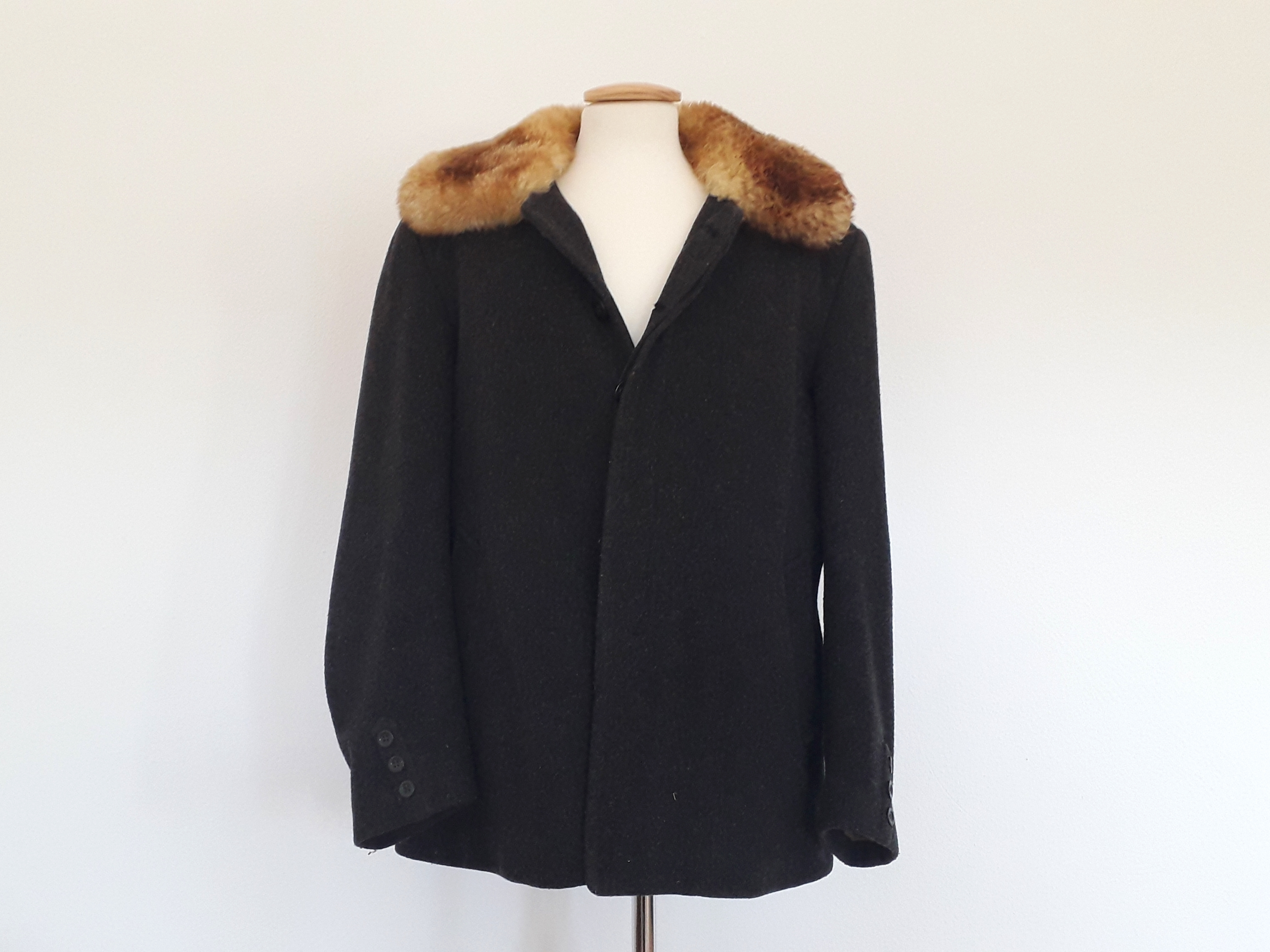
Samarra Alentejana